# Faouzi Aaish
Faouzi Aaish (en árabe: فوزي مبارك عايش‎; Casablanca, Marruecos; 27 de febrero de 1985) es un futbolista de Baréin nacido en Marruecos que juega en la posición de centrocampista y que actualmente milita en el Riffa SC de la Liga Premier de Baréin.

## Carrera

### Club
| Periodo   | Club          |
| --------- | ------------- |
| 2003–2010 | Muharraq Club |
| 2010–2011 | Al-Sailiya SC |
| 2011–2012 | Dubai Club    |
| 2012–2013 | Muharraq Club |
| 2013–2017 | Al-Sailiya SC |
| 2017      | Umm Salal SC  |
| 2017–     | Riffa SC      |

### Selección nacional
Jugó para Baréin en 103 ocasiones de 2004 a 2015 y anotó 19 goles; participó en tres ediciones de la Copa Asiática, en los Juegos Asiáticos de 2006 y en dos eliminatorias mundialistas.

## Logros
- Liga Premier de Baréin (5): 2004, 2006, 2007, 2008, 2009
- Copa del Rey de Baréin (3): 2005, 2008, 2009
- Copa Príncipe de la Corona de Baréin (4): 2006, 2007, 2008, 2009
- Supercopa de Baréin (1): 2006
- Copa AFC (1): 2008